# Bombardeo de Almería
El bombardeo de Almería fue una acción militar ocurrida el 31 de mayo de 1937, durante la guerra civil española, efectuado en respuesta por un bombardeo gubernamental del Acorazado de bolsillo Deutschland, ocurrido este dos días antes en el antepuerto de Ibiza. Hitler dio órdenes de bombardear la capital almeriense como venganza por dicha acción.

## Antecedentes: el incidente delDeutschland
El gobierno de la República había notificado a Italia y Alemania que el puerto de Palma de Mallorca no estaba abierto para visitas de buques extranjeros que pudiesen emplearlo para descargar material de guerra. El 24 de mayo de 1937 el buque italiano Barletta, amarrado en Palma de Mallorca, fue atacado por aviones republicanos, sufriendo 6 bajas. El 26 el patrullero alemán Albatross también fue atacado. Los alemanes protestaron por este ataque y amenazaron con represalias si se repetían ataques similares.
El 29 de mayo de 1937, una escuadrilla de bombarderos republicanos Tupolev SB-2 (Katiuskas) despegan para perseguir una flotilla de la armada rebelde que estaba operando en el Mediterráneo, entre los que se encontraba el crucero Canarias. Poco después volvieron dos aviones y la tripulación rusa de uno de ellos dijo que habían bombardeado al Canarias. Al parecer, las tripulaciones vieron al buque fondeado cerca de Ibiza y disparándoles con su artillería antiaérea. El primer avión lanzó sus bombas, que fallaron; el segundo dio una primera pasada, y en una segunda lanzó sus bombas, una de las cuales impactó cerca de la chimenea y la otra cerca de la proa. Pero el buque que recibió los impactos no era el crucero Canarias, sino el crucero alemán Deutschland. El buque sufrió graves daños materiales y hubo 31 muertos y 74 heridos; Las bombas fueron lanzadas por el avión cuyo observador era G. Livinski, pilotado según otras fuentes por Nikolai Ostryakov.
A pesar de la larga polémica en torno a este ataque, el buque alemán incumplía la normativa del Comité de No Intervención de permanecer a un mínimo de diez millas de la costa española y estaba presente en la zona de patrulla naval francesa.

## Bombardeo alemán
Al ser informado sobre el suceso y la muerte de tantos alemanes, Hitler montó en cólera, y el ministro alemán de Asuntos Exteriores necesitó seis horas para tratar de calmarle. Debido a la excitación, Hitler ordenó el bombardeo de Valencia (sede del gobierno) como contrapartida por este ataque, así como de Cartagena. Sin embargo, tras ser aconsejado por sus asesores militares, especialmente Erich Raeder,  decidió el bombardeo de Almería, al ser esta una ciudad sin defensas militares de importancia y para evitar un gran eco internacional. Por otro lado, Almería se encontraba dentro de la zona de control marítimo alemán.
En la madrugada del 31 de mayo los alemanes se tomaron la venganza. El acorazado de bolsillo Admiral Scheer apareció junto a cuatro destructores alemanes, el Albatros, Leopard, Seeadler y Lluchs, que seguían un rumbo que levantaría pocas sospechas, como queriendo continuar por la costa hacia el estrecho de Gibraltar; pero, de repente, hicieron un brusco viraje hacia el norte. A las 7:29 de la mañana abrieron fuego contra las instalaciones portuarias y cualquier barco que se encontrase en el puerto, incluyendo un pequeño submarino, aunque su principal objetivo era el Jaime I, que había partido hacia Cartagena para unas reparaciones. Posteriormente, las baterías de costa delataron su posición al intentar repeler sin éxito el ataque, por lo que pasaron a ser un nuevo blanco. La escuadra alemana realizó en total más de 200 disparos antes de retirarse ante la creciente actividad de las baterías antiaéreas costeras republicanas; finalmente, el ataque se saldó con 19 muertos, 55 heridos y 35 edificios destruidos. Investigaciones más recientes sitúan el número de muertos en 31. Al revés de lo sucedido semanas antes en Guernica con los aviones de la Legión Cóndor, los buques alemanes en ningún momento ocultaron su nacionalidad, ni pretendieron actuar como apoyo subordinado al bando sublevado, sino como fuerza naval que ejecutaba órdenes directas del III Reich.
El bombardeo duró casi una hora y los 275 disparos que se efectuaron, 94 de ellos con cañones de 280 milímetros, cayeron sobre la ciudad, sin que las baterías de costa pudieran hacer nada porque sus cañones no tenían alcance suficiente para llegar hasta donde se encontraba la flotilla alemana. Toda la ciudad de Almería se vio afectada y entre los edificios dañados se encontraban la catedral de Almería, la iglesia de San Sebastián, dos hoteles, un banco, el mercado, la escuela de artes, la estación de ferrocarril, el ayuntamiento y la sede de la Cruz Roja internacional.

## Reacciones ante el bombardeo
El consejo de ministros de la República se reunió en Valencia, donde Prieto (Ministro de Defensa Nacional) propuso que la República bombardeara a la flota alemana en el Mediterráneo. Sin duda, aquello podía provocar una guerra mundial, reconoció, pero el riesgo valía la pena. Negrín respondió, cautelosamente, que habría que consultar con el presidente de la República, Azaña, consultando también los ministros comunistas con Moscú. En este sentido, los dirigentes soviéticos se mostraron totalmente contrarios a un conflicto con Alemania, de la misma manera que se mostró Azaña: Hemos de evitar que el Deutschland se convierta en nuestro Maine…
Al final se impuso la postura de Juan Negrín en contra de tornar la contienda española en germen de una guerra europea, sospechando que Gran Bretaña y Francia podrían inclusive mantener su política de apaciguamiento hacia Hitler hasta extremos de negar apoyo a la República Española. Los nacionalistas vascos y catalanes también se opusieron a la idea, pues no deseaban una internacionalización del conflicto. El PCE también opinó en contra, en tanto la URSS no estaba dispuesta a entrar en guerra contra Alemania solo por causa de España; el propio presidente Manuel Azaña rechazó el proyecto, temiendo que ocasionase solo más muertes y destrucciones en suelo español.

Las protestas del gobierno de la República por el bombardeo de Almería solo se cursaron por vía diplomática. Pero eso "no cambió en nada la postura de las potencias democráticas: Francia e Inglaterra eran partidarias de la moderación para que el conflicto español no se extendiese. Dieron por zanjado el incidente".
Por su parte, el Gobierno franquista, tanto en su cuartel general de Salamanca como desde la junta técnica de Burgos o las distintas representaciones diplomáticas en el extranjero, guardó absoluto silencio.
Aunque el ataque a Almería desencadenó numerosas condenas entre la opinión pública internacional, ninguna acción seria se tomó por parte de los gobiernos de las democracias occidentales (Gran Bretaña, Francia y EE. UU.). Gran Bretaña, a través de su embajador en Berlín (sir Neville Henderson), trató de apaciguar a los alemanes de que no hicieran el favor a los rojos de convertir la situación internacional española en una guerra mundial. El Comité de No Intervención acordó que las potencias que patrullaban las costas españolas tenían derecho a tomar represalias si sufrían ataques por parte de tropas de cualquiera de los bandos, previa consulta al resto de miembros, legitimando así la acción.

## Consecuencias

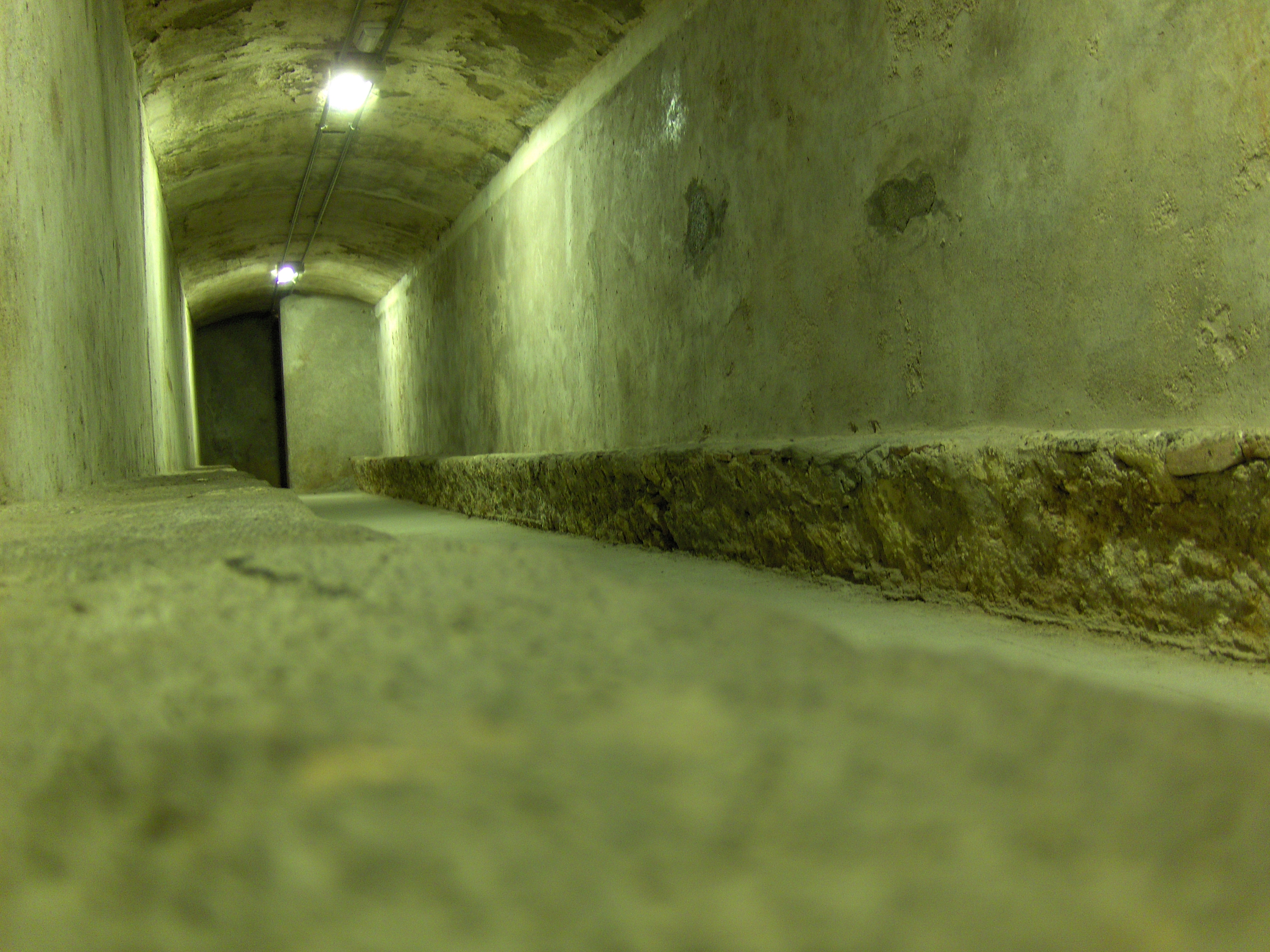
Vista del interior de las galerías de los refugios subterráneos de Almería.

Debido a la negativa de la mayoría del gobierno a responder el ataque alemán por las impredecibles consecuencias que ello acarreaba, el Incidente del Deutschland fue olvidado. Por otro lado, Alemania resolvió retirarse de las patrullas navales hasta que recibiera garantías contra la repetición de estos incidentes, como también haría Italia en su apoyo.

### Refugios subterráneos de Almería

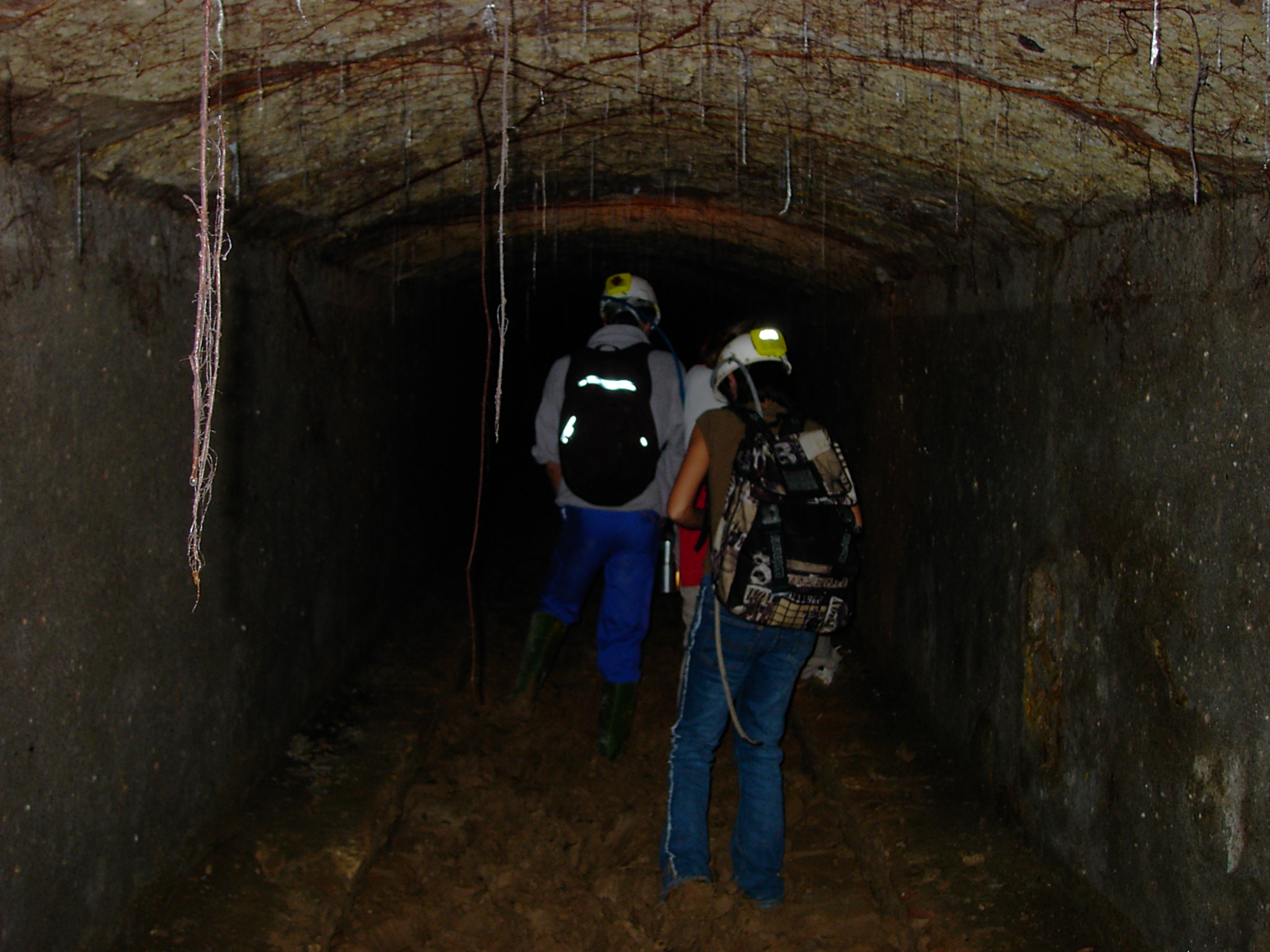
Vista de los refugios antes de su restauración

Antes del bombardeo alemán, la ciudad de Almería ya había sufrido algunos bombardeos, pero ninguno de tanta intensidad. Por ello, en 1937 fueron construidas para refugio de la población unas galerías subterráneas, diseñadas por el arquitecto Guillermo Langle. Utilizando inusitadas técnicas de minería, Langle construyó cuatro kilómetros y medio de túneles que podían dar protección al 90% de una población de unos 45.000 habitantes. Lo infrecuente de la iniciativa y la eficacia y magnitud de la obra han hecho que se reconsidere la importancia cultural e histórica de estos refugios, que hoy día pueden visitarse en la capital almeriense.

### En el arte
El poeta chileno Pablo Neruda dedicó un pasaje en su obra España en el corazón, titulado Un plato para el obispo, a recordar la masacre de este bombardeo.
El pintor murciano Ramón Gaya creó la obra Espanto. Bombardeo en Almería, presentada al público el 12 de julio del mismo año, y que se exhibió junto al Guernica en el Pabellón de la República Española de la Exposición Internacional de París de 1937.